# Plejehjemmet Lotte
Plejehjemmet Lotte er et plejehjem på Frederiksberg og hører under OK-Fonden. I år 2007 blev plejehjemmet nomineret blandt de fem bedste plejehjem i Danmark.
Villaen var hjem for 22 pensionister og blev i en årrække ledet af Thyra Frank.
Plejehjemmet Lotte flyttede fra Kochsvej 30 i 2011 til Borgmester Fischers Vej 2A og hedder nu OK-Huset Lotte. I 2014 købte komikeren Anders Matthesen boligen for 17,5 mio. kr. men efter 2 år valgte han at sælge den igen, i år 2016.